# Lyric Street Records
Lyric Street Records est un label discographique américain, anciennement basé à Nashville, dans le Tennessee, actif entre 1997 et 2010. Il est orienté dans la musique country avec des artistes tels que Rascal Flatts et SHeDAISY.

## Histoire
Le label, initialement sans nom, est fondé en juin 1997 comme une filiale de Hollywood Records et commence ses activités le 1er août de cette même année,. Lyric Street Records tient son nom d'une rue, la Lyric Avenue sur laquelle Walt et son frère Roy Oliver avaient fait construire une maison dans les années 1930 lorsque leurs studios commençaient à gagner de l'argent. Le premier album du label est Stepping Stone de Lari White sorti en 1998.
Lyric Street n'est pas la seule filiale de Disney à tirer son nom d'une rue : ainsi Hyperion et Buena Vista tirent leur nom de l'Hyperion Avenue et de la Buena Vista Drive.
Le 2 octobre 2008, Disney crée un label parallèle nommé Carolwood Records. Jessica Andrews est la première artiste signée sur ce sous-label, suivie par Trent Tomlinson (qui était auparavant signé sur Lyric Street proprement dit) et Love and Theft. Carolwood est fermé en novembre 2009, la plupart de son personnel étant transféré à Lyric Street. Love and Theft, Ruby Summer, Trent Tomlinson, et The Parks sont transférés sur Lyric Street.
Le 14 avril 2010, le Disney Music Group annonce la fermeture du label. En août 2010, Rascal Flatts est transféré chez Big Machine Records. En 2011, Love and Theft est transféré chez RCA Nashville.